# Semare (Kraton)
Semare is een bestuurslaag in het regentschap Pasuruan van de provincie Oost-Java, Indonesië. Semare telt 2781 inwoners (volkstelling 2010).